# Melitaea androtropia
Melitaea androtropia är en fjärilsart som beskrevs av Hans Fruhstorfer 1917. Melitaea androtropia ingår i släktet Melitaea och familjen praktfjärilar. Inga underarter finns listade i Catalogue of Life.